# Alicin
Alicin (či allicin) je diallyldisulfomonooxid vyskytující se zejména v zelenině z podčeledi Allioideae čeledi amarylkovité (Amaryllidaceae), kam patří například česnek nebo cibule. Je zodpovědný za charakteristické štiplavé aroma česneku. Poprvé byl izolován a zkoumán v roce 1944 v laboratoři Chestera Johna Cavallita a Johna Hayse Bailyeho, a to jako bezbarvý roztok s výrazným až štiplavým aromatem. V rámci jeho výzkumu bylo zjištěno, že alicin má antibakteriální (antibiotické), fungicidní (protiplísňové) a virucidní účinky. V samotném česneku alicin plní mimo jiné roli obrany proti jeho škůdcům.

## Struktura
Vlastnosti alicinu jsou podmíněné přítomností thiosulfinátové funkční skupiny: R-S(O)-S-R, přičemž samotný výskyt alicinu je dán enzymatickou reakcí enzymu alliinázy, která štěpí aminokyselinu alliin. Tato enzymatická reakce vzniká resp. je započata poškozením (rozřezáním, stisknutím) příslušné zeleniny - s tím souvisí i umístění enzymu ve vakuole a jeho substrátu alliinu v cytoplazmě. V přirozeném stavu se vyskytuje vždy jako racemická směs (racemát). Příslušnou racemickou formu můžeme obdržet jako výsledek reakce oxidace disulfidu diallylu:
(SCH2CH=CH2)2 + RCO3H → CH2=CHCH2S(O)SCH2CH=CH2 + RCO2H
Zmiňovaný enzym aliináza je deaktivován při poklesu pH pod 3, i proto po požití není alicin nadále vytvářen. Z pohledu zpracování zeleniny obsahující alicin je rovněž potřeba zdůraznit, že trvanlivost této látky je 16 hodin při 23 °C.

## Léčebné a preventivní užití
Několik studií z let 1995–2005 prováděných na zvířatech naznačilo, že alicin se může uplatnit: v léčbě aterosklerózy, při snižování ukladání tuků v cevních stěnách, ve vyrovnání hladiny lipoproteinů, při snižování krevního tlaku; dále byly zjištěny: antitrombotické účinky protizánětlivá aktivita a antioxidační účinky.

Další studie poukázaly na riziko poškození střevních buněk alicinem skrze silnou antioxidační reakci, zde je ale potřeba zdůraznit, že se jednalo buď o pokusy, kdy bylo užito nadměrné množství alicinu nebo byl vpraven přímo do příslušné tkáně (lumen). Ohledně účinků alicinu na snížení zvýšené hladiny cholesterolu, byla provedena randomizovaná (náhodný výběr pokusných osob) klinická studie, financovaná Národním institutem zdraví v USA (National Institutes of Health - NIH) a sdělená v Archives of Internal Medicine v roce 2007. Z výsledků vyplynulo, že k redukci mírně zvýšené hladiny cholesterolu nedošlo, a to při užití jakékoliv dostupné formy alicinu. Toto zjištění je posíleno i faktem, že v této studii byl použit čerstvý česnek s vysokým obsahem alicinu.
V roce 2009, Vaidya, Ingold a Pratt objasnili antioxidační mechanismus alicinu. Ten je dán tím, že produkt rozkladu alicinu, kterým je kyselina 2-propensulfenová, má silnou schopnost vázat na sebe volné radikály.

### Antibakteriální vlastnosti
Výzkum alicinu prokázal několik antimikrobiálních vlastností, které byly studovány jak z hlediska samotného antimikrobiálního efektu, tak s tím propojených biochemických interakcí. Jedna z důležitých potenciálních vlastností tohoto druhu, je schopnost alicinu působit v léčbě infekcí způsobených zlatým stafylokokem rezistentním na meticilin (methicillin-resistant Staphylococcus aureus, MRSA). Tyto infekce se vyskytují zejména v nemoničním prostředí, kde kombinace pobytu léčebné komunity a nasazování různých antibiotických léčiv produkuje odolné (rezistentní) kmeny bakterií, mezi něž MRSA patří (viz nozokomiální infekce). Alicin potvrdil své antimikrobiální aktivity u 30 různých kmenů MRSA s rozsáhlou škálou odolnosti vůči alternativním mikrobiotikům. U 88 % vzorků / kmenů MRSA byly minimální bakteriostatické účinky (výrazné zpomalení, inhibice až zastavení množení) při koncentraci 16 mg/litr. Při 32 mg/litr bylo zastaveno množení u všech kmenů. Baktericidní účinky (zabití bakterie) projevoval alicin u těchto klinických rezistentních kmenů MRSA takto: 88 % všech kmenů bylo zničeno minimální koncentrací 128 mg/litr alicinu. Při koncentraci 256 mg/litr došlo ke zničení všech testovaných kmenů. Ze všech těchto zkoumaných kmenů jich 82 % vykazovalo rezistenci vůči mupirocinu (antibiotikum, které je běžně užíváno v mastích k léčbě zánětlivých kožních onemocnění). Míra rezistence se pohybovala od střední až po úplnou. Účinnost alicinu ve formě hydratačního krému je menší než jeho účinnost v tekutém médiu, přesto jeho koncentrace v krému 500 mg/L se ukázala stejně účinnou jako koncentrace 20 mg/L mupirocinu (mupirocin v této koncentraci se často používá ke zmiňované léčbě kožních zánětlivých onemocnění).
Ve vodě přítomný, očištěný alicin se jeví jako stabilnější než jeho jiné konzervační formy. Může to být způsobeno tím, že atomy vodíku ve vodě reagují s molekulou kyslíku přítomnou v alicinu. Dále této větší stabilitě pravděpodobně přispívá omezení přítomnosti jiných chemických reaktantů přítomných v samotném česneku (pravděpodobně rozředění ostatních reakčních komponent česneku ve vodě přispívá k ochraně resp. větší konzervaci molekul alicinu).
Antibiotika by se ale obecně neměla užívat preventivně, protože může nastávat antibiotická rezistence.